# David Gaskell
David Gaskell (Wigan, Inglaterra; 5 de octubre de 1940 – 24 de enero de 2025) fue un futbolista inglés que jugó en la posición de guardameta.

## Equipos
| Periodo   | Club                 |
| --------- | -------------------- |
| 1956-1968 | Manchester United FC |
| 1968-1969 | Wigan Athletic FC    |
| 1969–1973 | Wrexham AFC          |
| 1973–1974 | Arcadia Shepherds    |

## Logros
- Football League First Division: 1964–65, 1966–67[4]
- FA Cup: 1962–63[5]
- FA Charity Shield: 1956